# Making Games
Die Zeitschrift Making Games (bis Ausgabe 02/2008: /GameStar/dev) befasste sich mit Bereichen der Computer- sowie Videospiele-Entwicklung und dem Business Development. Die Zeitschrift wurde 2005 als Ableger des deutschen Computerspiele-Magazins GameStar von Gunnar Lott und André Horn gegründet und beim Verlag IDG Entertainment Media GmbH bis August 2009 quartalsweise herausgegeben. Danach wurde die Anzahl auf sechs Ausgaben im Jahr erhöht. Später übernahm Computec Media die Publikation.
Die Zeitschrift richtete sich dabei vornehmlich an Spieleentwickler sowie Mitarbeiter in der Computerspiele-Branche, die auch selbst Beiträge verfassten. Jede Ausgabe hatte etwa einen Umfang von 80 Seiten und enthielt Artikel zu folgenden Themen:
- Branchennews – Neues aus der Spieleentwicklerszene
- Workshops und Grundlagenartikel zu einzelnen Bereichen der Spiele-Entwicklung (bspw. graphische Effekte oder 3D-Modelle erstellen)
- Campus & Forschung – aktuelle wissenschaftliche Untersuchungen und Projekte zum Thema Videospiele
- Business – Finanzierung, Rechtsfragen mit Bezug zu Computerspielen und der Branche allgemein

Des Weiteren gab es einen Veranstaltungskalender mit Messe- und Seminarterminen, eine Praktikumsbörse und ein Firmenregister. Gemäß den veröffentlichten Verlagsdaten erreichte jede Ausgabe gut 10.000 Leser, im Dezember 2006 hatte die Zeitschrift allerdings nur eine Auflage von etwa 3.600 Exemplaren.
Im März 2016 wurden die Rechte von Computec Media aufgekauft, welche die Zeitschrift weiterhin veröffentlichte.
Am 10. Dezember 2021 gab Chefredakteur Thomas Szedlak bekannt, dass Making Games mit Erscheinen der Ausgabe 01-02-2022 eingestellt wird.